# Helichrysum cymosum
Helichrysum cymosum ist eine Pflanzenart aus der Gattung der Strohblumen (Helichrysum) in der Familie der Korbblütler (Asteraceae).

## Beschreibung

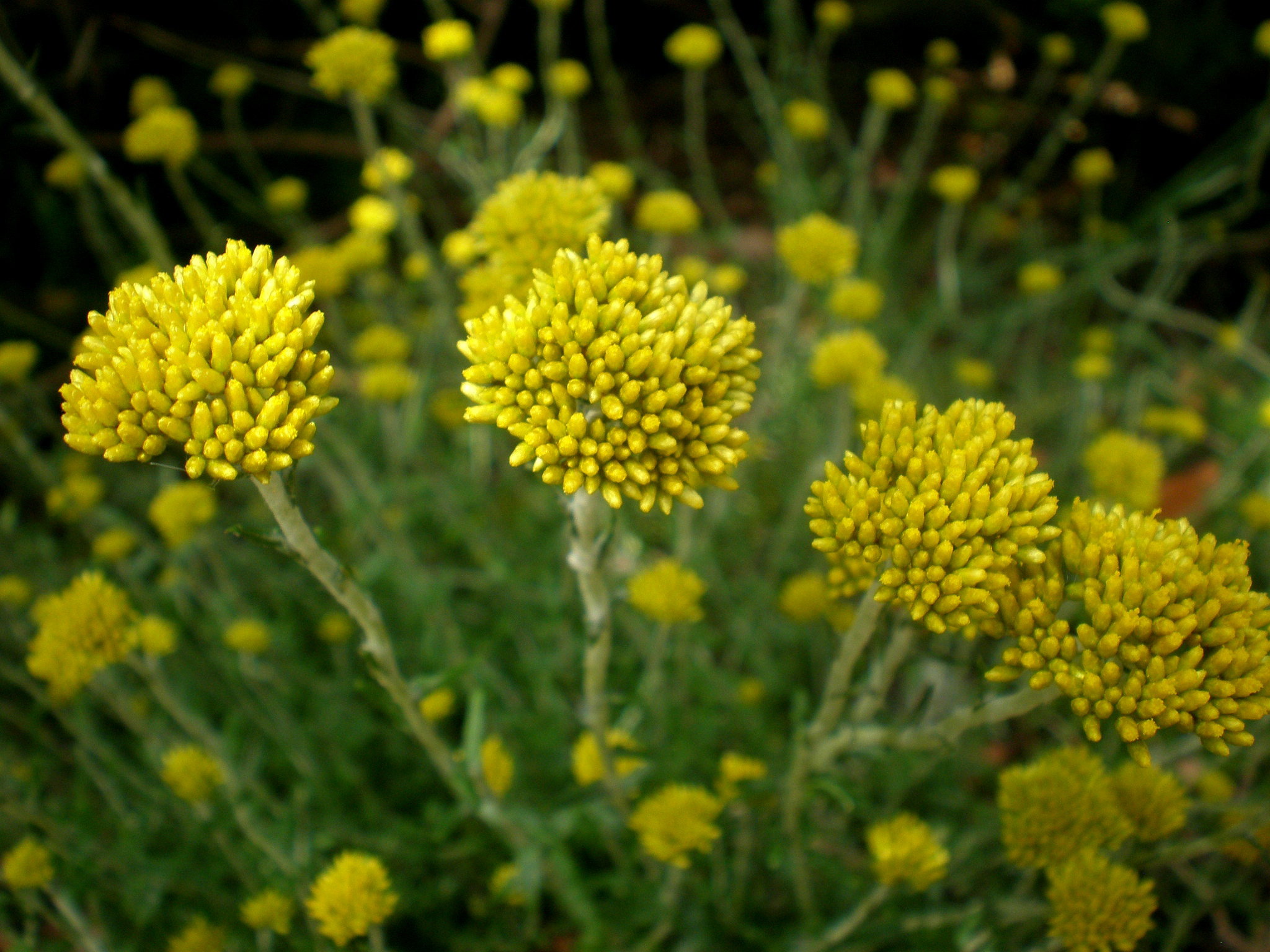
Blütenstand von Helichrysum cymosum

Helichrysum cymosum wächst als stark verzweigte, ausdauernde krautige Pflanze bis Halbstrauch, also an der Basis verholzende Pflanze, und erreicht Wuchshöhen von 30 bis 60 cm. Die rutenförmigen Zweige sind leicht grau schimmernd. Die abstehenden Laubblätter sind halb stängelumfassend und an der Basis leicht herablaufend. Die Blattspreite ist linealisch-langgestreckt oder linealisch, stachelspitzig und dreiaderig, die Oberseite ist wollig behaart, die Unterseite ist spinnwebenartig behaart oder unbehaart und nicht schuppig.
Der dichte, stark verzweigte, zymöse Gesamtblütenstand besteht aus nur schwach dünn gestielten körbchenförmigen Teilblütenständen. Das Blütenkörbchen ist zylindrisch, unbehaart und glänzend, die Schuppen überlappen sich dachziegelartig. Die Blütenkörbchen enthalten zehn bis zwölf Einzelblüten. Die Blüten sind gold-gelb, stumpfspitzig, die äußeren sind etwas kürzer.

## Verbreitung
Helichrysum cymosum ist im tropischen Afrika (z. B. Rwenzori) und südlichen Afrika weit verbreitet.

## Verwendung
Helichrysum cymosum wird in Südafrika als Heilpflanze in der traditionellen Medizin verwendet. Sie findet dort Einsatz zur Behandlung von Atemwegserkrankungen und bei Wundinfektionen.
Ein aus der Pflanze isolierter Wirkstoff ist Helihumolone. Studien haben ergeben, dass sowohl der Acetonextrakt als auch das ätherische Öl von Helichrysum cymosum antimikrobielle Wirkungen haben. Ebenfalls wurde eine Wirkung gegen den Malariaerreger Plasmodium falciparum nachgewiesen.